# Саркитов, Николай Даутович
Никола́й Дау́тович Сарки́тов (род. 27 марта 1952 года, с. Ильич, Южно-Казахстанской обл, Казахской ССР) — российский культуролог, историк, журналист. Кандидат философских наук.

## Биография
В 1980 году окончил философский факультет МГУ им. М. В. Ломоносова, а затем аспирантуру Института социологических исследований АН СССР (ныне Институт Социологии РАН)
В 1986 году защитил кандидатскую диссертацию по теме «Социальные функции рок-музыки и её место в молодёжной субкультуре», кандидат философских наук.
В 1970—1975 гг. руководил эстрадным, а с 1973 г. ещё и духовым (во время службы в ВС СССР) оркестром. После окончания МГУ работал социологом на Автомобильном заводе имени Ленинского комсомола (АЗЛК), учителем истории и обществоведения в школе, преподавателем философии в вузе. Параллельно сотрудничал с рядом газет и журналов в качестве автора статей по проблемам эстрадной музыки, а также был лектором Всероссийского театрального общества и Всесоюзного общества «Знание». Вместе с Ю. В. Божко руководил группой социологов, проводившей по заказу Госкино СССР исследование кинопроката.
В 1990 году был приглашён на должность главного редактора издательства «Интербук» (затем «Ренессанс», «Канон-пресс», «Гиперборея» и «Терра-Книжный клуб») и с тех пор по настоящее время работает в издательской сфере.
В 1998 году стал инициатором создания гуманитарной научной книжной серии «Канон философии», а также одним из инициаторов (наряду с А. Ф. Филипповым и С. П. Баньковской) создания серии «Публикации центра фундаментальной социологии», издававшейся под эгидой Центра Фундаментальной Социологии.

## Научная деятельность
Является автором ряда публикаций в отечественных периодических изданиях (в журналах «Музыкальная жизнь», «Культурно-просветительная работа», «Молодой коммунист», «Музыка в школе», в ряде областных молодёжных газет) и в различных сборниках методических центров Министерства культуры РСФСР, Госкино СССР, Всероссийского театрального общества и т. п. Автор статей для словарей «Современная западная социология», «Рок-музыка в СССР» («Опыт популярной энциклопедии») и др., а также автор научных комментариев и статей к различного рода изданиям (Э. Ренан. «История христианской церкви» в 7 книгах; М. Вебер. «История хозяйства», «Город», «Аграрная история древнего мира» в 2 книгах; Ш. Монтескье. «Размышления о причинах величия и падения римлян» и др.). Книга «Вина СССР» в 2007 г. была номинирована на звание Лучшей книги года в мире о вине на Международном конкурсе книг по кулинарии и напиткам «Gourmand World Cookbook Awards». В 2009—2011 гг. публиковал серию статей о виноделии Венгрии в журнале «Энотека».

### Книги
- Рок-музыка: сущность, история, проблемы: (Крат. очерк социал. истории отеч. рок-музыки). — М.: Знание, 1989. — 63 с.; 17 см. — (Новое в жизни, науке, технике. Эстетика; 3/1989). — ISBN 5-07-000471-9 (в соавторстве с Ю. В. Божко)
- Плодовые и ягодные растения. — М.: изд-во «Терра-Книжный клуб», 2003. — 559 с. — (Популярная энциклопедия: ПЭ). — ISBN 5-275-00660-8
- Вина СССР. История виноделия на территории республик бывшего СССР: альбом-монография. — М.: Терра, 2007. — 506 с.
- Вина СССР: виноделие России, Украины, Молдавии, республик Закавказья и Средней Азии в XX веке: энциклопедия . — М.: ТЕРРА, 2007. — 503 c. — (Книжный клуб «Marly»). — ISBN 978-5-273-00507-5
- Вино королей, король вин. Великие вина Венгрии. изд-во «Терра», 2013

составление и редакция
- Трагедии / Эсхил; [составитель Н. Саркитов, вступительная статья, комментарии Е. Кузнеца, перевод с древнегреческого С. Апта]. — Москва: Терра — Книжный клуб, 2009. — 384 с.; 21 см. — (Библиотека античной литературы. Греция). — ISBN 978-5-275-02061-8 (в пер.). — ISBN 978-5-275-02064-9
- Апология Сократа и другие сочинения / Ксенофонт; [пер. с древнегр. С. Соболевского, С. Ошерова; сост. Н. Саркитова; отв. ред. Е. Кузнеца]. — Москва: Терра-Книжный клуб, 2009. — 574, [1] с. — (Библиотека античной литературы. Греция). — ISBN 978-5-275-02067-0 (в пер.). — ISBN 978-5-275-02061-8